# Pamcoloma
Pamcoloma is een geslacht van vlinders van de familie tandvlinders (Notodontidae).

## Soorten
- P. abba Schaus, 1928
- P. marita Schaus, 1906
- P. mus Möschler, 1877